# 日本のビールメーカー一覧
日本のビールメーカー一覧（にほんのビールメーカーいちらん）は、日本のビールおよび地ビールを製造している企業と醸造場の一覧。

## 大手メーカー
- アサヒビール（アサヒグループホールディングス、東京都墨田区）
- 麒麟麦酒（キリンホールディングス、東京都中野区）
- サントリービール（東京都港区〈サントリーホールディングス(大阪市北区)〉）
- サッポロビール（サッポロホールディングス、東京都渋谷区）
- オリオンビール（沖縄県豊見城市）

## 地ビールメーカー
- 会社名/醸造所名・併設ビアレストラン、ブルーパブ名（所在地） - 主な銘柄

☆はクラフトビール館、および瓶詰・缶詰しない店も含む。

### 北海道
- 網走ビール（株）（網走市）- 網走ビール
- （株）ブロイハウス大沼（亀田郡七飯町） - 大沼ビール
- 北海道麦酒醸造（株）（小樽市） - 小樽麦酒
- （株）アレフ/小樽ビール銭函醸造所（小樽市） - 小樽ビール
- （株）帯広ビール/ランチョ･エルパソ（帯広市）
- （株）わかさいも本舗（本社:虻田郡洞爺湖町）/のぼりべつ地ビール館（登別市） - 鬼伝説ビール
- オホーツクビール（株）/オホーツクビアファクトリー（北見市） - オホーツクビール
- 薄野地麦酒（株）（札幌市中央区） - ススキノビール
- 大雪地ビール（株）/大雪地ビール館（旭川市） - 大雪地ビール
- （株）マルカツ興産（函館市） - はこだてビール
- 北海道ワイン（株）（小樽市） - 天使の雫
- （株）耕人舎（千歳市） - 北海道ビール ピリカワッカ
- SOCブルーイング（株）（江別市） - ノースアイランドビール
- （有）唯我独尊/富良野地麦酒館（富良野市） - 独尊の富良野地麦酒
- ニセコビール（株）/ニセコブルワリー・クラフトビアレストラン二階（虻田郡ニセコ町）
- 月と太陽ブルーイング（札幌市中央区）☆
- えぞ麦酒（株）（札幌市中央区） - 丹頂鶴麦酒、北狐レッド麦酒、ひぐま濃い麦酒

### 青森県
- （財）十和田湖ふるさと活性化公社/奥入瀬ろまんパーク奥入瀬麦酒館（十和田市） - 奥入瀬ビール
- バイコードリンク/梅香山崇徳寺・下北初地ビール工房（下北郡大間町） - 恐山ビール、麦雫、あおもりカシスドラフト、あおもりアップルドラフト
- そうま屋米酒店（南津軽郡大鰐町）/製造はサンケーヘルス（株）（宮城県黒川郡大郷町）へ委託 - 津軽路ビール
- Be Easy Brewing/ギャレスのアジト（弘前市松ヶ枝） - 青森エール

### 秋田県
- （株）あくら（秋田市） - あくらビール
- （株）トースト/ORAE（仙北市）- 湖畔の杜ビール
- （株）わらび座/あきた芸術村（仙北市） - 田沢湖ビール

### 岩手県
- ヘリオス酒造（株）（和賀郡西和賀町）‐ユキノチカラ
- 世嬉の一酒造（株）（一関市） - いわて蔵ビール
- （株）ベアレン醸造所（盛岡市） - ベアレンビール
- 上閉伊酒造（株）（遠野市） - 遠野麦酒ZUMONA
- （株）宮城マイクロブルワリー/夢花まき麦酒醸造所（花巻市）
- （株）あさ開/ステラモンテ（盛岡市） - ホワイト・ステラ
- トルクスト（株）（花巻市）‐BREW BEAST

### 山形県
- 月山ビール
- 天童果実村ブルワリー
- 天童ブルワリー（湯坊いちらく）

### 宮城県
- （株）オニコウベ/鳴子温泉ブルワリー・レストラン鳴子の風（大崎市） - 鳴子の風
- （株）薬莱振興公社（加美郡加美町） - やくらいビール
- （株）加工連（角田市） - 仙南クラフトビール
- BLACK TIDE BREWING（気仙沼市） - FROM THE DEEP…、DAYS OVER、NAIWAN AWAKE

### 福島県
- 福島路ビール
- 猪苗代地ビール

### 茨城県
- 木内酒造木内ブルワリー（那珂市） - 常陸野ネストビール
- しもつまブルワリー（下妻市）

### 栃木県
- 那須高原ビール
- プレストンエール
- 道の駅うつのみや ろまんちっく村
- 栃木マイクロブルワリー

### 群馬県
- 嬬恋高原ブルワリー
- 龍神酒造（オゼノユキドケ）

### 埼玉県
- 麻原酒造（越生ブリュワリー）（入間郡越生町）
- 株式会社 協同商事（コエドブルワリー）
- 水研クリエイト株式会社（十条すいけんブルワリー）
- 株式会社 羽生の里（こぶし花ビール）
- 合同会社ぬとり（ぬとりブルーイング）（川口市）
- ネイバー＆ブラザーズ株式会社（GROW BREW HOUSE）（川口市）
- 新井商店株式会社（川口ブルワリー）（川口市）
- 有限会社星野製作所（星野製作所（麦））（川口市）

### 東京都
- 隅田川ブルーイング
- タイソンズアンドカンパニー　(T.Y.HARBOR BREWERY)
- 石川酒造
- ホッピービバレッジ
- 羽田ブルワリー（ビーエルジャパン株式会社）
- VERTERE LLC.
- 江戸東京ビール
- 有限会社秋元商店 - 籠屋ブルワリー
- 和泉ブルワリー合同会社 - 和泉ブルワリー
- 株式会社ふたこ麦麦公社 - ふたこビール

### 千葉県
- ハーヴェストムーン ブルワリー（浦安市）
- 寒菊銘醸（山武市）
- ロコビア（佐倉市）
- ソングバード（木更津市）
- こまいぬブルワリー（柏市） - 柏ビール

### 神奈川県
- 有限会社足柄地ビール（足柄地ビール）
- 厚木ビール株式会社（厚木ビール）
- 株式会社安藤商店（バーバリックワークス）
- 鎌倉ビール醸造（鎌倉ビール・葉山ビール・江の島ビール・横須賀ビール）
- 熊澤酒造（湘南ビール）
- クラフトビア・ムーンライト
- 有限会社グローバルフュージョン（横濱金沢ブルワリー）
- 黄金井酒造（さがみビール）
- サンクトガーレン
- 十五麦酒醸造所（フィフティーンブルワリー）
- 鈴廣（箱根ビール）
- たのし屋本舗（横須賀ビール）
- 株式会社麦風堂（南横浜ビール研究所）
- ブリマーブルーイング株式会社
- 横浜ベイブルーイング株式会社
- 横浜ビール
- 株式会社リープ（T.T BREWERY）
- 合同会社ヨロッコビール
- 東海道BEER川崎宿工場
- 鍵屋醸造所
- TKBrewing

### 新潟県
- エチゴビール
- スワンレイクビール
- 新潟麦酒
- 胎内高原ビール
- 日本海夕陽ブルワリー
- 八海山泉ビール
- 荒井アンドアソシエイツ株式会社 - 妙高高原アルペンブリックビール

### 長野県
- オラホビール（御代田町）
- 志賀高原ビール（山ノ内町志賀高原）
- ヤッホーブルーイング（本社:軽井沢町、醸造所:佐久市）
- 軽井沢ブルワリー（本社:軽井沢町、醸造所:佐久市）
- 塩嶺麦酒（チロルの森）（塩尻市）
- 南信州ビール（駒ヶ根市）

### 山梨県
- アウトサイダー・ブルーイング
- 甲斐ドラフトビール
- 富士桜高原麦酒
- Far Yeast Brewing 源流醸造所（Far Yeast Brewing株式会社）
- 八ヶ岳ビール
- 宇宙カンパニー合同会社（うちゅうブルーイング）

### 静岡県
- 御殿場高原ビール
- ベアードビール
- 伊豆高原ビール
- 反射炉ビール
- バイエルンマイスタービール
- WEST COAST BREWING

### 富山県
- 宇奈月麦酒館（黒部市）
- 城端麦酒（南砺市）
- オオヤブラッスリー（富山市）

### 石川県
- 白山わくわくビール

### 福井県
- 越前福井ビール DIOS

### 岐阜県
- 飛騨高山麦酒（高山市）
- 地ビール飛騨（高山市）

### 愛知県
- 犬山ローラレイ
- 盛田金しゃちビール
- ワイマーケットブルーイング

### 三重県
- （有）伊賀の里モクモク手作りファーム/地ビール工房ブルワリー・PaPaビアレストラン（伊賀市） - レッドラガー、金色夏エール他。
- （有）二軒茶屋餅角屋本店/地ビール蔵（伊勢市） - 伊勢角屋麦酒
- 細川酒造（株）（桑名市） - 上馬ビール
- （有）美杉観光開発/火の谷ビール工場（津市） - 火の谷高原ビール

### 滋賀県
- 長浜浪漫ビール（株）（長浜市） - 長濱浪漫ビール
- 滋賀酒造（株）/ビアレストラン寿賀蔵（甲賀市） - びわこいいみちビール

### 和歌山県
- （株）ナギサビール/南紀白浜バーリィ（西牟婁郡白浜町） - ナギサビール
- ボイジャーブルーイング（株）（田辺市） - ボイジャーブルーイング
- （株）吉田/和歌山麦酒醸造所三代目（和歌山市） - 和歌山麦酒醸造所三代目
- 平和酒造（株）（海南市） - HEIWA CRAFT

### 奈良県
- 曽爾高原ビール
- ロート製薬（株）（本社は大阪市生野区）/宇陀サテライト工場（宇陀市）

### 京都府
- 一乗寺ブルワリー
- 黄桜酒造(京都麦酒)
- キンシ正宗
- 周山街道ビール
- 京都醸造
- 家守堂
- (株)丹後王国ブルワリー - 丹後クラフトビール（京丹後市）

### 大阪府
- （株）堺ファーム/堺・緑のミュージアム ハーベストの丘内（堺市南区） - 堺収穫麦酒（ハーベストの丘）
- エイ・ジェイ・アイ・ビア（有）/箕面ブリュワリー（箕面市） - 箕面ビール
- 寿酒造（株）（高槻市） - 國乃長ビール

### 兵庫県
- 明石ブルワリー（明石市） - 明石ビール
- あわぢびーる工房（ユーアールエー）（淡路市） - あわぢびーる
- 小西酒造（伊丹市） - 白雪ビール

### 鳥取県
- TEN FORWARD（岩美郡岩美町） - IWAMI BLUE BEER
- （株）AKARI BREWING（鳥取市鹿野町）/Beer Bonds AKARI（鳥取市栄町）
- タルマーリー醸造（株）（八頭郡智頭町）
- 倉吉ビール（株）（倉吉市）
- 松井酒造（名）（倉吉市） - マツイビール倉吉
- 酒房 銀（東伯郡琴浦町） - 徳万尻日乃本麦酒
- （有）THINK＆CO.（米子市）/JAP Brewery - 475ビール
- 久米桜麦酒（株）/大山ブルワリー・ビアホフガンバリウス（西伯郡伯耆町） - 大山Gビール、八郷

### 岡山県
- （資）多胡本家酒造場（津山市） - 作州津山ビール
- 美作ビアワークス（真庭市）
- 宮下酒造（株）（岡山市中区） - 独歩ビール
- 吉備土手下麦酒醸造所（岡山市北区）/普段呑み場蔵びあ亭 - 吉備土手の麦酒 樽生
- （株）アクシス（岡山市北区）/BrewPub ARMADILLO - アルマジロビール
- 三石耐火煉瓦（株）/レ・マーニ（備前市）- Dream or Real Door
- koti brewery（備前市）
- （株）ファーム（本社は愛媛県）/おかやまフォレストパーク ドイツの森（赤磐市） - 吉井高原ビール

### 島根県
- （株）島根ビール（松江市） - 松江ビアへるん
- （株）石見麦酒（江津市）
- （株）三島ファーム（浜田市）/FERMER'S BREWERY 穂波 - 穂波

### 広島県
- 宮島ビール（廿日市市）

### 山口県
- ちょんまげビール
- やまぐち鳴滝高原ブルワリー

### 愛媛県
- 梅錦山川（四国中央市）- 梅錦ビール
- 水口酒造（松山市） - 道後ビール

### 香川県
- （株）レクザム（本社は大阪市中央区）/香川ブルワリー（高松市） - さぬきビール

### 徳島県
- ライズ&ウィン ブリューイング(KAMIKATZビール 上勝町)

### 高知県
- 土佐黒潮麦酒

### 福岡県
- オークラブラッスリー
- 杉能舎
- ブルーマスター
- 門司港地ビール

### 佐賀県
- 有田麦酒

### 熊本県
- 阿蘇ビール

### 大分県
- ゆふいんビール

### 宮崎県
- 雲海酒造
- 霧島ビール
- ひでじビール - 2009年に「太陽のラガー」が2つの国内コンテストで金賞、2017年に「栗黒」がワールド・ビア・アワード2017で世界最高賞を受賞している[1]。

### 鹿児島県
- 霧島高原ビール
- 薩摩ビール
- 城山ブルワリー

### 沖縄県
- 石垣島ビール
- ヘリオスクラフトビール（ヘリオス酒造）

## 過去に製造されていたビール

### 大手
- タカラビール（京都府京都市 / 1957年 - 1967年 / 宝酒造）

### 北海道
- ジョナサンビール（江差町 / 1998年 - 2002年 / 檜山麦酒工房株式会社）
- ビロングスビール（函館市 / 1997年 - 2003年 / 株式会社函館麦酒工房）
- 北斗高原ビール（上川町 / - 2002年 / 株式会社森のくまさん）
- かみふらのびいる（上富良野町 / - 2007年 / 株式会社みやま観光物産）
- 十勝麥酒（帯広市 / 1997年 - 2007年 / 十勝麥酒醸造株式会社）
- 女満別地ビール（大空町 / 1998年 - 2003年 / 株式会社女満別地ビール）
- エリモビールカムイ（えりも町 / 日高ビール株式会社）
- 室蘭ビール（室蘭市 / 1999年 - 2002年 / プロヴィデンス・ブルワリー株式会社）
- 海鮮丸ビール（小樽市 / 1995年 - 2004年 / 海鮮丸ビール株式会社）
- SKYビール（滝川市 / 1997年 - 2005年 / 株式会社滝川グリーンズ）
- いわみざわ地ビール（岩見沢市 / 1997年 - 2000年 / ストレークビーレン株式会社）
- 手作り発泡酒醸造所（札幌市 / - 2004年 / BOP）
- 札幌地麦酒（札幌市 / 1998年 - 2002年 / 札幌国際観光株式会社）
- 時計台ビール（札幌市 / 1999年 - / 時計台ビール株式会社）

### 宮城県
- 松島ビール（大郷町 / - 2023年 / サンケーヘルス株式会社）[2]

### 茨城県
- 牛久シャトービール（牛久市/1996 - 2018年/合同酒精（株））

### 群馬県
- 玉原恋清水（沼田市 / 1997年 - 2002年頃 / 沼田ふるさと振興株式会社）ネイチャーランド 沼田ドイツ村 ケイニッヒ・クロルト（閉園）にて提供。

### 東京都
- 台場地麦酒（港区お台場） デックス東京ビーチで製造されていた地ビール。同施設内の飲食店だけで飲むことが出来た（2006年3月末で製造終了）。

### 神奈川県
- 風上麦酒製造（川崎市幸区/2016 - 2018年）

### 新潟県
- 新潟燦地麦酒（新潟市（現：西区）） 白根市（現同市南区）の醸造タンクメーカーが、道の駅新潟ふるさと村敷地内の醸造所で醸造を行っていた。

### 静岡県
- 天神蔵麦酒（浜松市（現：中央区）/1998 - 2015年/浜松酒造（株））

### 富山県
- 秘峡黒部ビール（黒部市/1996 - 2015年/銀盤酒造（株））

### 長野県
- 信濃ブルワリー（上水内郡信濃町） - ドラゴンエール、2012年に麻原酒造（埼玉県入間郡越生町）に経営譲渡・移転。
- 木曽路ビール（南木曽町） - 2018年3月末を以て事業終了。醸造設備の処分や事業譲渡等については2019年2月時点で未定。

### 愛知県
- ブラウハウス藤が丘（名古屋市名東区/1996 - 2002年/（株）コーミ）

### 和歌山県
- くまのビール（新宮市/2000 - 2011年/くまのビール（株））
- 木の国野半ビール（伊都郡かつらぎ町/1996 - 2012年/（株）野半の里）- 2012年破産

### 京都府
- バスビィ（宇治市/1997 - 2002年/京阪宇治交サービス） バス事業者（京阪宇治交通。京阪バスとの合併により会社解散）の子会社が副業としてビアレストラン併設の観光施設で地ビールの製造を行い、話題となった。開始からわずか5年後の2002年で終了。
- 北白川麦酒（京都市左京区//（株）リカーマウンテン）
- 周山街道ビール（京都市左京区/ - 2015年/羽田酒造（有）） - 民事再生手続きのため事業撤退。
- 丹後地ビール（京丹後市/1998 - 2014年/（株）ファーム） - （株）丹後王国に事業譲渡、「丹後王国の地ビール」として復活。

### 鳥取県
- ブナの森から（江府町 / / 江府町地域振興公社）
- 東伯麦酒（琴浦町 / / 東伯食品販売株式会社）
- 夢みなとビール（境港市 / -2007年 / 夢みなとビール株式会社〈旧社名：千代むすびアンド足統ビール株式会社〉）、鬼太郎ビールの銘柄は久米桜麦酒へ譲渡。

### 島根県
- 出雲いりすの丘（出雲市 / 2000-2008年 /（株）湯の川ファーム）
- 出雲路ビール（出雲市 / -2010年 / エキナン） 「出雲路ビール ヴァイツェン」は2006年ワールド・ビア・カップで銀賞を獲得している。

### 広島県
- 呉ビール（呉市 / 1995-2021年 /呉ビール株式会社）

### 徳島県
- 阿波うず潮ビール（徳島市） 1998年製造開始。食品包装機メーカー四国化工機が製造・販売していた。2009年7月に製造・販売を終了[3]。